# Maksim Kocar
Maksim Dienisowicz Kocar, ros. Максим Денисович Коцарь (ur. 7 stycznia?/20 stycznia 1904 we wsi Mało-Michajłowka w guberni jekaterynosławskiej, zm. po 24 czerwca 1946) – sowiecki wojskowy (podpułkownik), propagandysta, a następnie dowódca 9 Batalionu Spadochronowo-Desantowego wojsk lotniczych Sił Zbrojnych Komitetu Wyzwolenia Narodów Rosji podczas II wojny światowej.
W 1914 r. ukończył szkołę cerkiewną w rodzinnej wsi. Pracował w gospodarstwie rolnym ojca. W listopadzie 1925 r. został zmobilizowany do Armii Czerwonej. Służył w batalionie saperów XIV Korpusu Strzeleckiego. W 1927 przeszedł szkolenie w batalionowej szkole młodszych dowódców, po czym skierowano go do szkoły wojskowej w Kijowie. 9 lipca 1928 wstąpił do Wszechzwiązkowej Partii Komunistycznej (bolszewików). Od kwietnia 1931 r. dowodził plutonem 2 Pułku Łączności w Leningradzkim Okręgu Wojskowym. W październiku tego roku został dowódcą pododdziału gospodarczego, zaś w październiku 1932 r. – plutonu 3 Oddziału Samodzielnego. W 1933 ukończył kursy spadochronowe dla instruktorów. W kwietniu 1934 mianowano go instruktorem spadochronowym na tych kursach. Od stycznia 1935 był zastępcą komendanta kursów. W marcu 1936 awansował do stopnia porucznika. W maju tego roku objął stanowiska komendanta kursów szkoleniowych dla dowódców służb powietrznodesantowych przy batalionie ćwiczebnym 3 Brygady Lotniczej Specjalnego Przeznaczenia. W 1938 został kapitanem. 27 maja 1941 ukończył studia na wydziale dowódczym akademii wojskowo-lotniczej Armii Czerwonej, po czym objął funkcję zastępcy szefa oddziału operacyjnego 60 Dywizji Lotniczej. 6 czerwca tego roku został zastępcą szefa oddziału operacyjnego ds. lotnictwa w sztabie IV Korpusu Powietrznodesantowego. 22 czerwca awansował na majora. Od 6 maja 1942 r. w stopniu podpułkownika został szefem oddziału operacyjnego w sztabie korpusu. Pod koniec 1942 r. dostał się do niewoli niemieckiej. W 1943 podjął współpracę z Niemcami. Został skierowany jako wykładowca do szkoły oficerskiej narodów wschodnich w Mariampolu, przeniesionej następnie do okupowanej Francji. Od listopada 1944 r. w stopniu podpułkownika wchodził w skład rezerwy oficerskiej sztabu Sił Zbrojnych Komitetu Wyzwolenia Narodów Rosji. W grudniu tego roku został odkomenderowany do nowo formowanego lotnictwa wojskowego Sił Zbrojnych KONR. W styczniu 1945 r. objął dowództwo batalionu spadochronowo-desantowego. W kwietniu tego roku został odsunięty od dowodzenia z powodu nieprawidłowości przy przygotowywaniu batalionu do ewakuacji. Do końca wojny znajdował się w dyspozycji gen. mjr. Wiktora I. Malcewa. Wraz z grupą oficerów sił lotniczych poddał się Amerykanom. Do 17 sierpnia przebywał w obozach jenieckich, po czym został deportowany do ZSRR. 24 czerwca 1946 r. skazano go na karę śmierci, natychmiast wykonaną przez rozstrzelanie.